# Platja de Ponent (Benidorm)

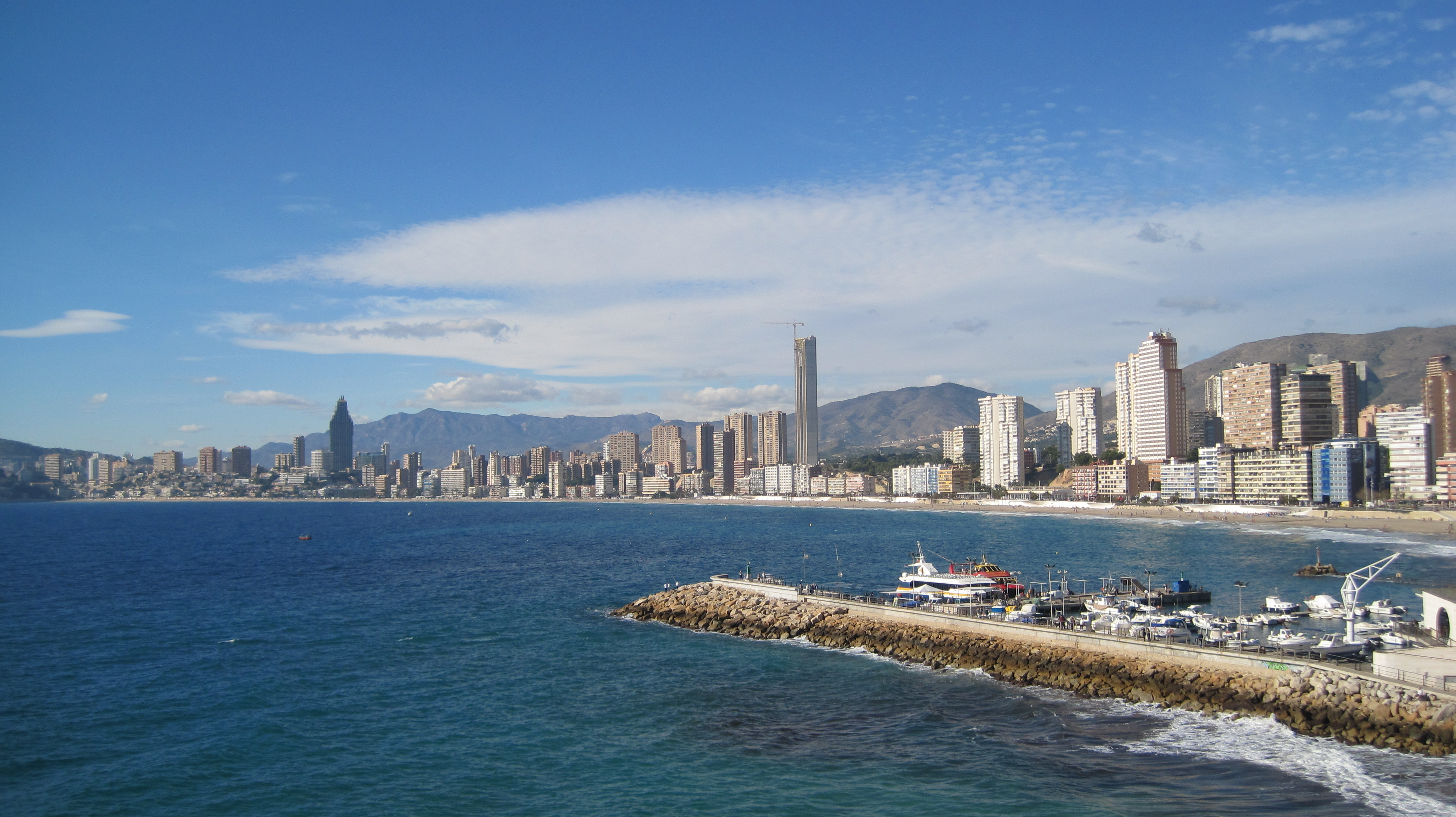
Platja de Ponent

La platja de Ponent, antigament anomenada platja de l'Escata, és una platja de sorra del municipi de Benidorm. Aquesta platja limita al nord amb el port esportiu i al sud amb el Tossal i té una longitud de 3.100 m, amb una amplitud de 110m. Se situa en un entorn urbà, i disposa d'accés per carrer. Compta amb passeig marítim i pàrquing delimitat, i disposa d'accés per a minusvàlids. Compta amb el distintiu de bandera blava.
A la platja de Ponent es troben els dos edificis més alts de Benidorm: l'hotel Bali i la torre Intempo.

## Llocs d'interés
- El parc d'Elx
- L'espigó del moll
- El passeig de Ponent,[1] de l'arquitecte Carles Ferrater, inaugurat el 2009[2]
- El club Nàutic